# Adriano Garib
Adriano Garib, né le 31 janvier 1965 à Gália (São Paulo), est un acteur brésilien.

## Filmographie

### Cinéma
- 2014 : Getúlio de João Jardim (pt) : général da Costa (pt)

### Télévision
- 2020 : Bom Dia, Verônica de Raphael Montes : Victor Prata